# 4851 Vodopʹyanova
4851 Vodopʹyanova este un asteroid din centura principală, descoperit pe 26 octombrie 1976 de Tamara Smirnova.